# Pradèra e les Borguets
Pradèra e les Borguets (francès Pradère-les-Bourguets) és un municipi del departament francès de l'Alta Garona, a la regió d'Occitània.